# Metallichroma mangenoti
Metallichroma mangenoti là một loài bọ cánh cứng trong họ Cerambycidae.